# Ixodes priscicollaris
Ixodes priscicollaris är en fästingart som beskrevs av Schulze 1932. Ixodes priscicollaris ingår i släktet Ixodes och familjen hårda fästingar.
Artens utbredningsområde är Papua Nya Guinea. Inga underarter finns listade i Catalogue of Life.